# Шатонрит Сомермон
Шатонрит Сомермон (фр. Chatonrupt-Sommermont) насеље је и општина у североисточној Француској у региону Шампањ-Арден, у департману Горња Марна која припада префектури Сен Дизје.
По подацима из 2011. године у општини је живело 334 становника, а густина насељености је износила 20,05 становника/km². Општина се простире на површини од 16,66 km². Налази се на средњој надморској висини од 225 метара.

## Демографија
| 1962. | 1968. | 1975. | 1982. | 1990. | 1999. | 2011. |
| ----- | ----- | ----- | ----- | ----- | ----- | ----- |
| 316   | 343   | 320   | 298   | 312   | 321   | 334   |

График промене броја становника у току последњих година